# Фигурки слонов в стиле какиэмон
Фигурки слонов в стиле какиэмон — пара фигурок слонов из японского фарфора XVII века, хранящаяся в Британском музее. Вошли в собрание в составе коллекции, подаренной музею сэром Гарри Гарнером.
Фигурки в стиле какиэмон, предположительно, были созданы между 1660 и 1690 годами, когда слонов ещё нельзя было увидеть в Японии. Они были сделаны в одной из гончарных мастерских, работавших в этом стиле, которая находилась недалеко от посёлка Арита на острове Кюсю. Там были созданы первые образцы японского фарфора с поливой, отправляемые на экспорт в начале деятельности Голландской Ост-Индской компании.

## Описание
Размеры каждого слона составляют 35,5 см в высоту, 44 см в длину и 14,5 см в ширину. Образ животных основан в значительной степени на внешнем виде азиатских слонов, но несколько отличается в деталях. Подобно случаю с гравюрой носорога Дюрера, мастера, которые сделали эти фигурки, никогда не видели настоящего слона; им приходилось работать на основе буддийских скульптур, рисунков и гравюр, изображавших это животное.

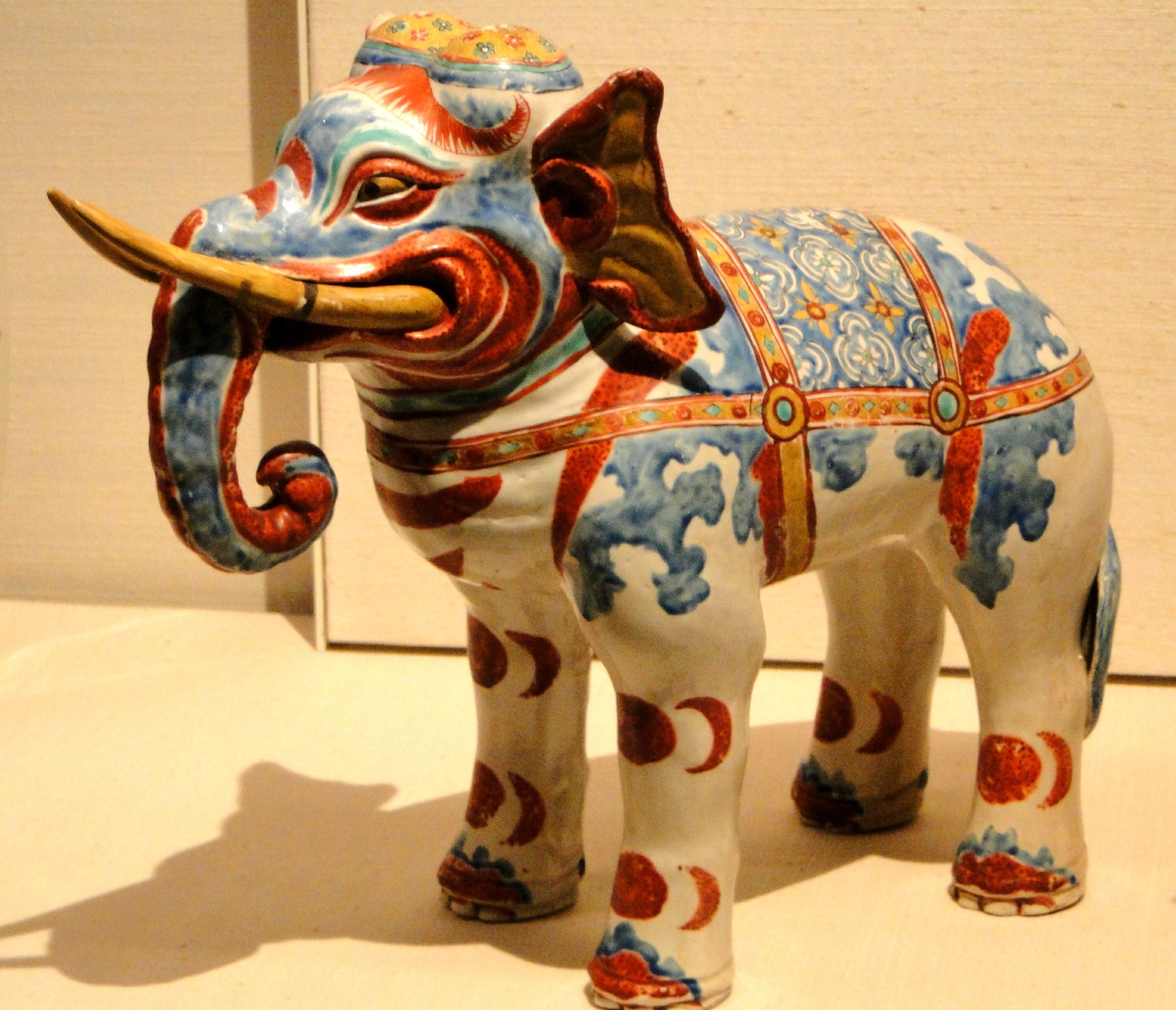
Один из слонов

Фигурки сделаны из фарфора с надглазурной росписью (в то время это была новая технология в Японии, и неизвестная в Европе) путём отливки в формы; остатки разбитых форм в виде слона были обнаружены на современных раскопках в Арите. Новая технология создания практически белой глазури «нигосидэ» была разработана в японской керамике в XVII веке. Названная в честь осадка, который остается после мытья риса, она славилась своей белизной. Здесь белый фон «нигосидэ» дополнительно украшен характерной цветной глазурью красного, зелёного, жёлтого и синего цветов.
Существует ещё несколько подобных фигурок: похожий слон (ок. 1680) находится в Гронингенском музее в Нидерландах, ещё один — в музее Фицуильяма в Кембридже.
Скульптура была упомянута в серии радио-программ «История мира в 100 предметах», созданной в 2010 году в результате сотрудничества между BBC и Британским музеем. Скульптуры, увеличенные до размеров настоящих слонов, ожили в фильме «Ночь в музее: Секрет гробницы» 2014 года.

## Какиэмон
Украшение изделий в стиле «какиэмон» с помощью надглазурной цветной росписи появилось в районе посёлка Арита. Этот вид фарфора, какиэмон, происходит из гончарной мастерской Сакаиды Какиэмона (1596—1666). Он совместно с Хигасидзимой Такуэмоном создал этот традиционный сейчас вид посуды, который был позже скопирован и другими мастерскими в этой местности. Потомки Какиэмона продолжили работу с этим стилем фарфора, но он был забыт в конце периода Эдо вплоть до переоткрытия в 1953 году потомками Какиэмона — Сакаидой Какиэмоном XII (1878—1963) и Сакаидой Какиэмоном XIII (1906—1982). В 1971 году какиэмон назвали в Японии «Важным нематериальным культурным достоянием». По состоянию на 2017 год фарфор какиэмон создаёт Сакаида Какиэмон XV.
Фарфор был важным товаром во время зарождения европейской торговли с Японией, на основе которой возникла голландская Ост-Индская компания. Она экспортировала фарфор в Юго-Восточную Азию и в Европу через порты Имари и Амстердама. Англия также пыталась создать факторию (торговый пост) в Японии в 1613 году в соответствии с соглашением между королем Яковом I и сёгуном Токугавой Хидэтадой, но инициатива была заброшена в 1623 году. Успех Японии объясняется упадком китайского производства в конце существования династии Мин, который продолжался до 1680-х годов, когда гончарное производство было восстановлено династией Цин. Именно в этот короткий период появился какиэмон со своей новой техникой и стилем.
Какиэмон имитировали некоторые европейские производители фарфора, в частности, мейсенский фарфор XVIII века заимствовал распространённые орнаменты.